# Montagne d'Argent
Montagne d'Argent är en kulle i Franska Guyana (Frankrike). Den ligger i den östra delen av landet, 90 km sydost om huvudstaden Cayenne. Toppen på Montagne d'Argent är 126 meter över havet, eller 115 meter över den omgivande terrängen. Bredden vid basen är 19,6 km.
Terrängen runt Montagne d'Argent är mycket platt. Havet är nära Montagne d'Argent åt nordost.  Det finns inga samhällen i närheten.